# Cyanallagma ovigerum
Cyanallagma ovigerum är en trollsländeart som först beskrevs av Philip Powell Calvert 1909.  Cyanallagma ovigerum ingår i släktet Cyanallagma och familjen dammflicksländor. IUCN kategoriserar arten globalt som otillräckligt studerad. Inga underarter finns listade i Catalogue of Life.